# Bélgica en los Juegos Olímpicos de Sochi 2014
Bélgica estuvo representada en los Juegos Olímpicos de Sochi 2014 por un total de 7 deportistas que compitieron en 5 deportes. Responsable del equipo olímpico fue el Comité Olímpico e Interfederal Belga, así como las federaciones deportivas nacionales de cada deporte con participación.
La portadora de la bandera en la ceremonia de apertura fue la deportista de bobsleigh Hanna Mariën. El equipo olímpico belga no obtuvo ninguna medalla en estos Juegos.